# Стивен Хофенберг
Стивен Хофенберг (енгл. Steven Jude Hoffenberg; Бруклин, 12. јануар 1945 - август 2022) био је амерички бизнисмен и преварант. Био је оснивач, извршни директор, председник и председник компаније Towers Financial Corporation, агенције за наплату дугова, за коју се касније открило да је била Понцијева шема. Године 1993, спасао је Њујорк пост од банкрота и кратко је био власник новина. Towers Financial је пропао 1993. године, а 1995. Хофенберг се изјаснио кривим за превару инвеститора за 475 милиона долара. Осуђен је на 20 година затвора (одслужио је 18 година), плус новчану казну од милион долара и 463 милиона долара одштете. Америчка Комисија за хартије од вредности (SEC) сматрала је његове финансијске злочине „једном од највећих Понцијевих шема у историји“.

## Рани живот и каријера
Хофенберг је рођен у Бруклину, Њујорк, у јеврејској породици 12. јануара 1945. године, заједно са братом близанцем, Мартином.
Године 1971. Хофенберг се изјаснио кривим за покушај крађе другог степена због покушаја крађе дијаманта у Њујорку. Упркос томе што је у почетку негирао извештаје који указују на његову умешаност, на суђењу је признао да је једном био „умешан у крађу“.
Хофенберг је био власник Њујорк поста од јануара до марта 1993. године. Понцијева шема са Тауерсом брзо је пропала, окончавши његов мандат, који је довео до масовних отпуштања, масовног напуштања редакције и пропуштених публикација.

### Тауерс финансијска корпорација
Почетком 1970-их, Хофенберг је основао Towers Financial Corporation, агенцију за наплату дугова у Њујорку која је требало да откупљује дугове које су људи дуговали болницама, банкама и телефонским компанијама.  Био је њен главни извршни директор и председник. Касније је откривено да је у питању била Понцијева шема. У фебруару је Комисија за хартије од вредности покренула грађанску парницу против њега и других, а у марту 1993. Towers Financial је поднео захтев за банкрот. У априлу 1995. Хофенберг се изјаснио кривим за превару инвеститора за 475 милиона долара. SEC је његове финансијске злочине сматрала „једном од највећих Понцијевих шема у историји“ у то време.

### Затворска казна
Године 1997, судија Роберт В. Свит осудио је Хофенберга на 20 година затвора. Провео је 18 година у неколико затвора, укључујући FCI Форт Дикс (Форт Дикс (Њу Џерзи)) и Федерални медицински центар, Девенс (у Девенсу, Масачусетс). Такође му је наређено да плати казну од милион долара и 463 милиона долара одштете. Према подацима Америчког завода за затворе, пуштен је на слободу у октобру 2013. године.Решио је грађанску парницу са Америчком комисијом за хартије од вредности за 60 милиона долара.

### Однос са Џефријем Епстином
Године 1987. упознао је Џефрија Епстина преко британског извођача радова у области одбране по имену Даглас Лис (умро 2011), за кога је Хофенберг тврдио да је трговац оружјем. Лис је, заједно са Саудијском Арабијом Аднаном Кашогијем и принцом Бандаром бин Султаном Ал Саудом, био архитекта уговора о наоружању са Ал-Јамамом вредног милијарду долара, највећег британског уговора о наоружању икада закљученог, који је главном извођачу радова, компанији BAE Systems, донео најмање 43 милијарде фунти прихода између 1985. и 2007. године. Лис је рекао Хофенбергу о Епштајну: „Тај тип је геније, одличан је у продаји хартија од вредности. И нема морални компас.“ Хофенберг је ангажовао Епштајна око 1987. и 1993. године да помогне са финансијском корпорацијом Towers, плаћао му је 25.000 долара месечно и дао му је зајам од 2 милиона долара 1988. године који Епштајн никада неће морати да врати.
Хофенберг је сместио Епштајна у канцеларије у кућама Вилард. Безуспешно су покушали да преузму Пан ам у корпоративном препаду са компанијом Towers Financial као својим пловилом за препад. Њихов покушај је пропао, делом због терористичког бомбардовања лета 103 компаније Пан Ам изнад Локербија 1988. године, што је на крају допринело банкроту авио-компаније. Сличан неуспешан покушај 1988. године направљен је за преузимање компаније Emery Air Freight Corp.
Током овог периода, Хофенберг и Епстинн су тесно сарађивали и путовали свуда Хофенберговим приватним авионом. Хофенберг је почео да користи средства компаније Towers Financial да би исплатио раније инвеститоре и платио раскошан начин живота који је укључивао вилу у Локаст Валију, Њујорку, на Лонг Ајленду, као и куће на Сатон Плејсу (на Менхетну) и на Флориди, и бројне аутомобиле и авионе.
У судским документима, Хофенберг је тврдио да је Епстин био блиско умешан у Понцијеву шему. Епштајн је напустио Towers Financial пре него што је пропао и никада није оптужен за умешаност у почињену масовну превару инвеститора.
Године 2016, Хофенберг и неке од његових жртава тужили су Епштајна, тражећи надокнаду штете. Он је на суду тврдио да је Епстин био блиско умешан у финансијске праксе компаније Tower и назвао Епштајна „архитектом преваре“. У јулу 2019. године, након Епстиновог хапшења под оптужбама за трговину малолетницима у сврху сексуалне сексуалне активности и заверу за почињење трговине малолетницима у сврху сексуалне сексуалне активности, Хофенберг је поново тврдио да је Епстин био његов „неоптужени саучесник“ у Понцијевој шеми. Бивши инвеститори компаније Тауерс изнели су сличне тврдње у тужби поднетој у августу 2018. године. У тужби се такође наводи да су милиони украдених инвестиција били почетни капитал за Епстинов хеџ фонд, који је процењен на 50 милијарди долара.

## Лични живот и смрт
Хофенберг је прешао у хришћанство током боравка у затвору.  Након пуштања на слободу, тврдио је да покушава да се искупи својим жртвама, а такође је контактирао жене које су изнеле оптужбе за напад на његовог бившег штићеника Џефрија Епстина, а једна од Епстинових тужитељки, Марија Фармер, известила је да су она и Хофенберг постали „пријатељи“.  10. јула 2014. године оженио се председницом Пост Ол Стар Њуза, Маријом Сантијаго, након једномесечне романсе. Неформално венчање је одржао испред Трамп куле на Менхетну.  Био је ожењен најмање два пута раније и имао је ћерку из везе коју је имао у време његовог федералног кривичног гоњења; његова ћерка га је први пут упознала са 19 година након што је пуштен из затвора.
Хофенберг је пронађен мртав у свом стану у Дербију, Конектикат, 23. августа 2022. године, у 77. години живота. Епстинова тужитељка Марија Фармер рекла је да је позвала полицију да провери како је са Хофенбергом након што га није контактирала телефоном током претходне недеље. Његово тело је било у узнапредовалом стању распадања, а полицајац из Дербија је проценио да је био мртав отприлике недељу дана када су његови посмртни остаци пронађени. Почетна обдукција није пронашла трагове трауме на његовом телу, а полиција је саопштила да верује да је умро природном смрћу. Недуго пре смрти био је позитиван на Ковид 19.